# 运城盐湖

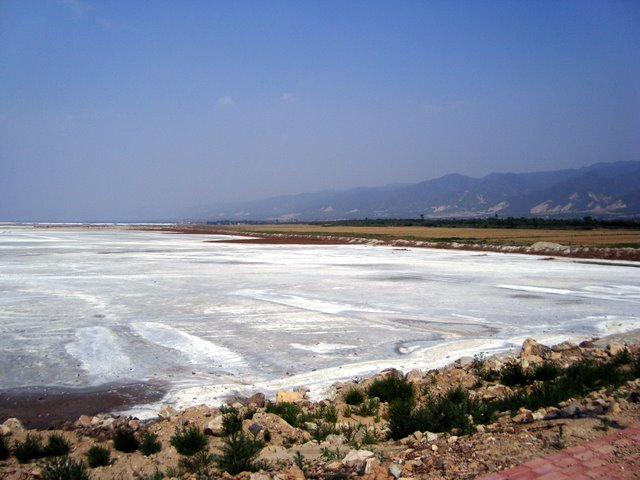
运城盐湖俯视

运城盐湖位于中国山西省西南部运城市境内，地处中条山北麓，是山西省最大的湖泊，世界第三大硫酸钠型内陆湖泊，于新生代第四纪形成。

## 历史
运城盐湖由解池、硝池、鸭子池、汤里滩、北门滩和伍姓湖等盐湖、盐滩组成，总面积154平方公里。其中以解池最大。狭义的运城盐湖就是指解池。
- 解池位于运城市盐湖区东南，湖面海拔321米，长20.8公里，平均宽1.44公里，面积97平方公里；
- 硝池位于解池西南部，面积20平方公里；
- 鸭子池位于解池东北部，面积6平方公里；
- 伍姓湖位于西部永济市东部，面积20平方公里。

湖区缺乏天然河流补给，有涑水河注入西部的伍姓湖后再注入黄河。湖区年均气温13.6℃，年均降水量559.3毫米，年蒸发量2550毫米。运城盐湖富有石盐和芒硝，经过长期沉淀与蒸发，形成天然的咸水湖。盐湖已有4000多年的采盐历史，所产之盐称“解盐”、“潞盐”或“河东盐”，盐税曾是全国财政收入的重要来源。盐湖目前仍是中国重要的化工原料基地。盐湖周边古迹众多，现为旅游胜地，有“中国死海”之称。